# Cachoeira da Fumaça
La Cachoeira da Fumaça ("Chute de la Fumée") est une chute d'eau de 340 m de hauteur située dans la Chapada Diamantina, Bahia, Brésil. Elle a été considérée comme la plus haute chute d'eau du Brésil jusqu'à la découverte de la Cachoeira do Araca (Cachoeira do El Dorado) de 353 m de haut en 2001.
Elle est nommée ainsi parce que, dû à son petit débit d'eau, elle est pulvérisée par le vent avant qu'elle ne touche le sol. 
On peut l'atteindre du dessus par une marche de 6 km depuis le Vale do Capão, ou à partir du dessous, après trois jours de trek à partir de Lençóis.

## Film
Dans le film Dhoom 2, Sunehri (Aishwarya Rai) saute sans aucun mécanisme de soutien afin d'acquérir la confiance de Aryan (Hrithik Roshan). 